# سسک چیف‌چاف کوهی
سسک چیف‌چاف کوهی، سسک چیف‌چاف کوهستان، سسک چیف‌چاف هیمالیایی یا سسک چیف‌چاف شرقی (نام علمی: Phylloscopus sindianus) گونه‌ای از سسکان برگی است که در قفقاز (P. s. lorenzii) و هیمالیا (P. s. sindianus) یافت می‌شود و یک مهاجر ارتفاعی است که در زمستان به سطوح پایین‌تر حرکت می‌کند. زیرگونه نام‌گذاری‌شده شبیه به سسک چیف‌چاف سیبری است، اما با منقار تیره‌تر، روتنهٔ قهوه‌ای‌تر و پهلوهای نخودی. صدای آن تقریباً شبیه به سسک چیف‌چاف معمولی است، اما صدای آن psew ضعیف است. زیرگونهٔ P. s. lorenzii گرم‌تر و قهوه‌ای تیره‌تر از نژاد نمادین است. با سسک چیف‌چاف معمولی در منطقه کوچکی در قفقاز غربی همجا است، اما آمیختگی به ندرت رخ می‌دهد. سسک چیف‌چاف کوهی از نظر صدا، ریخت‌شناسی بیرونی و توالی میتوکندریایی با زیرگونهٔ tristis متفاوت است. به نظر می‌رسد که دو زیرگونه آن از نظر صوتی متمایز هستند و همچنین تفاوت‌هایی در توالی میتوکندریایی نشان می‌دهند.

## زیستگاه
نواحی کوهستانی در محدودهٔ ارتفاعی ۲۵۰۰ تا ۴۴۰۰ متر با درختان بید و صنوبر و درختچه‌های گز کنار رودخانه‌ها، دامنهٔ کوه‌ها، همچنین دره‌های مناطق نیمه‌بیابانی با پوشش درختچه‌ای، بیشه‌ها و علفزارهای بلند را به عنوان زیستگاه برمی‌گزیند.